# Johnny Boyd
John "Johnny" Boyd, född 19 augusti 1926 i Fresno i Kalifornien, död 27 oktober 2003 i Fresno, var en amerikansk racerförare.

## Racingkarriär
Boyd tävlade med viss framgång inom amerikansk formelbilsracing under 1950- och 1960-talen.
Han främsta merit var en tredjeplacering i Indianapolis 500 1958, vilken även gav honom fyra poäng i formel 1-VM. 
Boyd var inblandad i den kraschen i Indianapolis Grand Prix 1955, i vilken den även Fresnofödde Bill Vukovich omkom efter att ha kört in i Boyds bil. 
Boyd avled av cancer 77 år gammal.